# Aleksander Poplavski
Aleksander Poplavski (*  26. Februar 1955 in Vilnius; † 31. Mai 2019) war ein litauischer Politiker.

## Leben
Nach dem Abitur 1973 an der Vladislavas-Sirokomlė-Mittelschule absolvierte er 1979 das Diplomstudium der Sanitärmedizin an der Vilniaus universitetas. Von 1979 bis 1986 arbeitete er als Leiter der Abteilung für Epidemiologie in Šilutė, von 1986 bis 1987 in der Rajongemeinde Vilnius. Von 1987 bis 1990 war er Arzt der Gewerkschaft. Ab 1993 arbeitete er im eigenen Unternehmen UAB „Alvolda“. Von 2000 bis 2004 war er Mitglied im Seimas. Von 2000 bis 2003 war er Mitglied im Stadtrat Vilnius.
Von 1998 bis 2003 war er Mitglied von Naujoji sąjunga, ab 2003 der Liberalų demokratų partija.
Im Dezember 2005 verurteilte das 1. Stadtkreisgericht Vilnius Poplavski wegen Gewalt in der Familie (der Frau gegenüber).